# 黄河路站 (郑州市)
黄河路站是郑州地铁2号线与郑州地铁5号线的地铁换乘站，位于中华人民共和国河南省郑州市金水区花园路与黄河路交叉口，2号线部分于2016年8月19日启用，5号线部分于2019年5月20日开通运营。

## 车站构造
黄河路站分为2号线车站和5号线车站两部分。2号线车站的主体结构位于花园路地下，呈南北向布置，长187.7米，标准段宽为22.1米。5号线车站的主体结构位于2号线车站以东的黄河路地下，呈东西向布置，与2号线车站呈“L”形相交。

### 车站楼层
黄河路站2号线车站的主体结构为地下三层车站，B1层为站厅层，B3层为2号线站台层。5号线车站的主体结构为地下二层车站，B1层为站厅层，B2层为5号线站台层。

#### 2号线车站楼层
| 1F  | 地面     | A、D出入口                                                        | A、D出入口                                                        | A、D出入口                                                        |
| B1F | 站厅     | 客服中心、自动售票机、行李检查、闸机、车站控制室 连通 █ 5号线站厅 | 客服中心、自动售票机、行李检查、闸机、车站控制室 连通 █ 5号线站厅 | 客服中心、自动售票机、行李检查、闸机、车站控制室 连通 █ 5号线站厅 |
| B3F | █ 2号线  | 往贾河方向 （关虎屯）                                             | 往贾河方向 （关虎屯）                                             | 往贾河方向 （关虎屯）                                             |
| B3F | 岛式站台 | 至 █ 5号线站台                                                    | 至站厅                                                            | 卫生间                                                            |
| B3F | █ 2号线  | 往南四环/城郊线郑州航空港站方向 （紫荆山）                        | 往南四环/城郊线郑州航空港站方向 （紫荆山）                        | 往南四环/城郊线郑州航空港站方向 （紫荆山）                        |

#### 5号线车站楼层
| 1F  | 地面     | E、F出入口                                                        | E、F出入口                                                        | E、F出入口                                                        |
| B1F | 站厅     | 客服中心、自动售票机、行李检查、闸机、车站控制室 连通 █ 2号线站厅 | 客服中心、自动售票机、行李检查、闸机、车站控制室 连通 █ 2号线站厅 | 客服中心、自动售票机、行李检查、闸机、车站控制室 连通 █ 2号线站厅 |
| B2F | █ 5号线  | 外环方向（郑州人民医院）                                          | 外环方向（郑州人民医院）                                          | 外环方向（郑州人民医院）                                          |
| B2F | 岛式站台 | 至 █ 2号线站台                                                    | 至站厅                                                            | 卫生间                                                            |
| B2F | █ 5号线  | 内环方向 （省人民医院）                                           | 内环方向 （省人民医院）                                           | 内环方向 （省人民医院）                                           |

### 站厅
黄河路站的2号线车站和5号线车站各设1座站厅，均设有客服中心、自动售票机、安全检查等设施。站厅由闸机和栏杆分隔为付费区和非付费区，2号线站厅的北端与5号线站厅的西端连通，付费区和非付费区均互相连接。两座站厅的付费区内均设有自动扶梯、步梯和无障碍电梯，连接对应的站台。

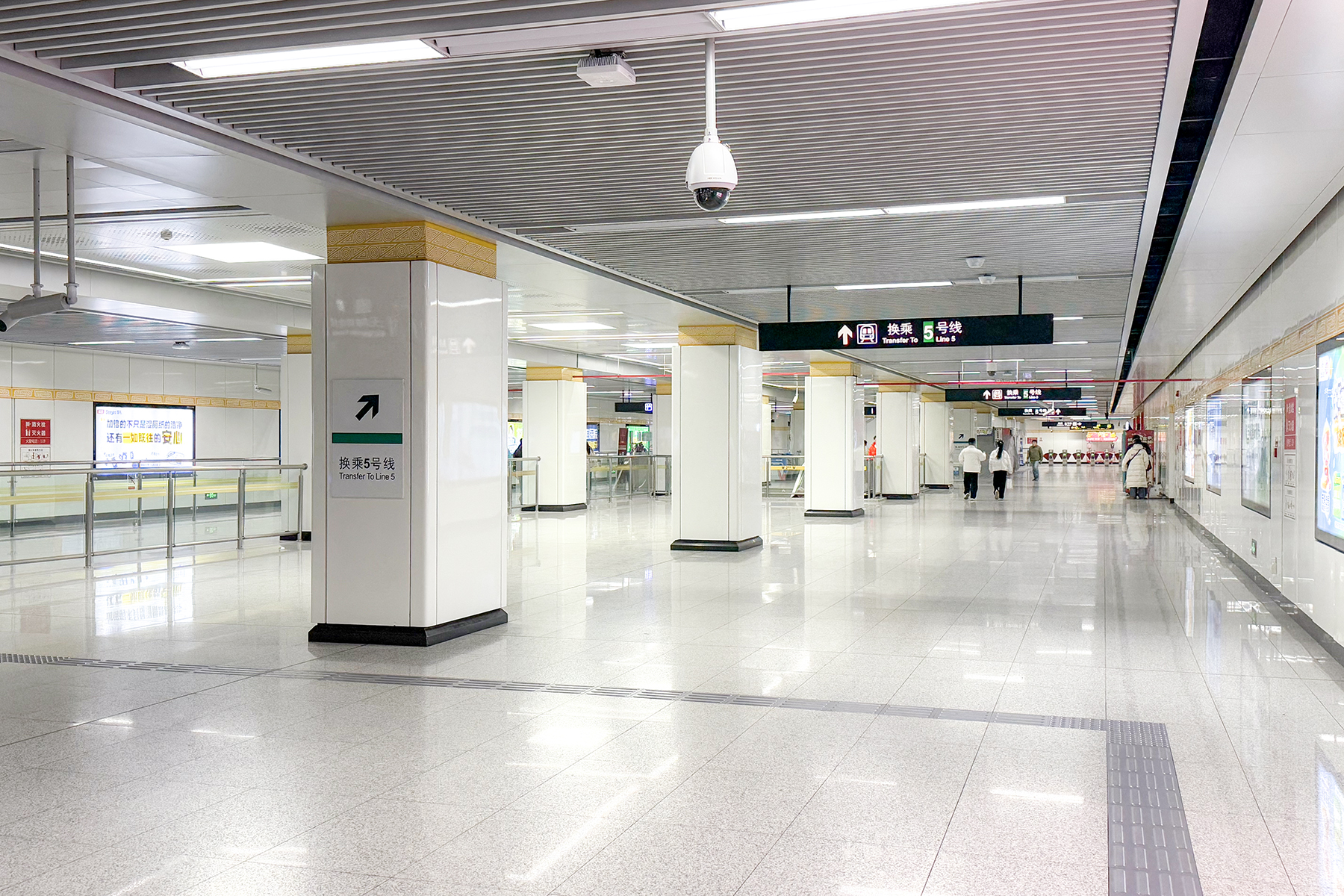
2号线站厅
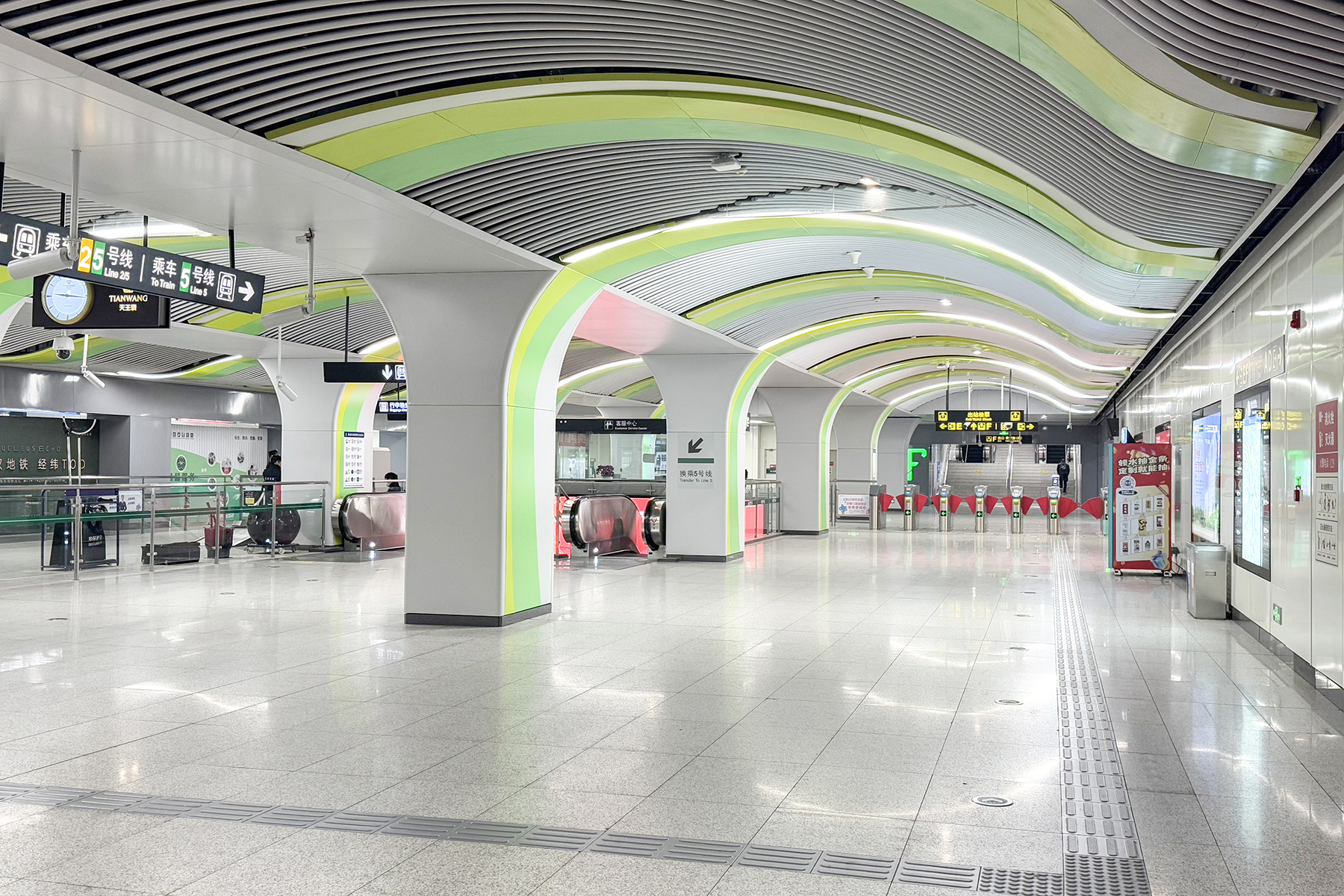
5号线站厅
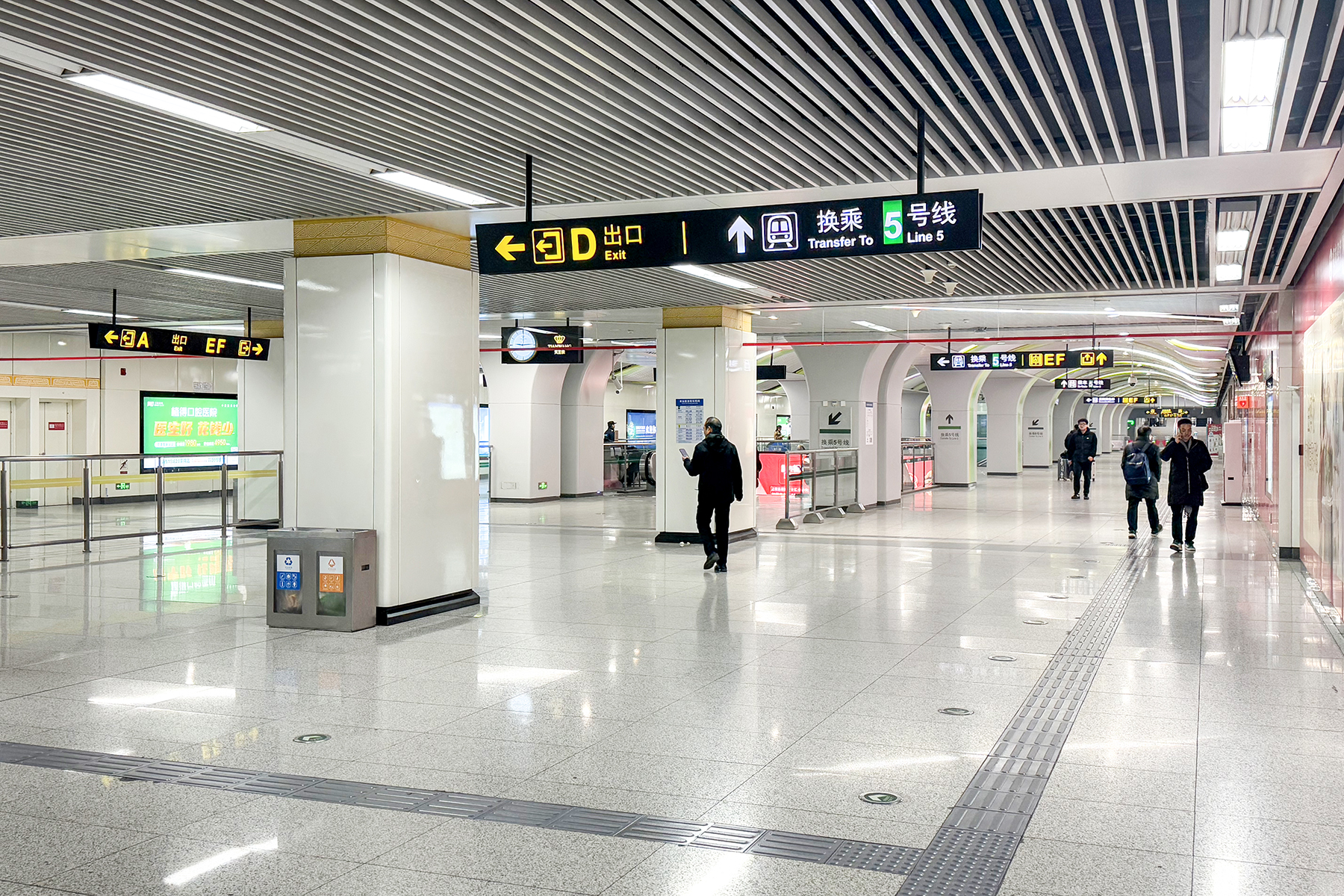
2号线站厅与5号线站厅的连接处

### 站台
黄河路的2号线车站和5号线车站各设1座岛式站台，均安装有高站台门。2号线站台位于B3层，呈南北向，西侧站台面由往南四环/城郊线郑州航空港站方向列车的使用，东侧站台面由往贾河方向的列车使用，站台南端设有卫生间和母婴室。5号线站台位于B2层，呈东西向，北侧站台面由往外环方向列车的使用，南侧站台面由往内环方向的列车使用，站台东端设卫生间和母婴室。
该站的两座岛式站台呈“L”形布置，在2号线站台的北端设有步梯换乘通道，连接5号线站台的西端，形成L形换乘节点。

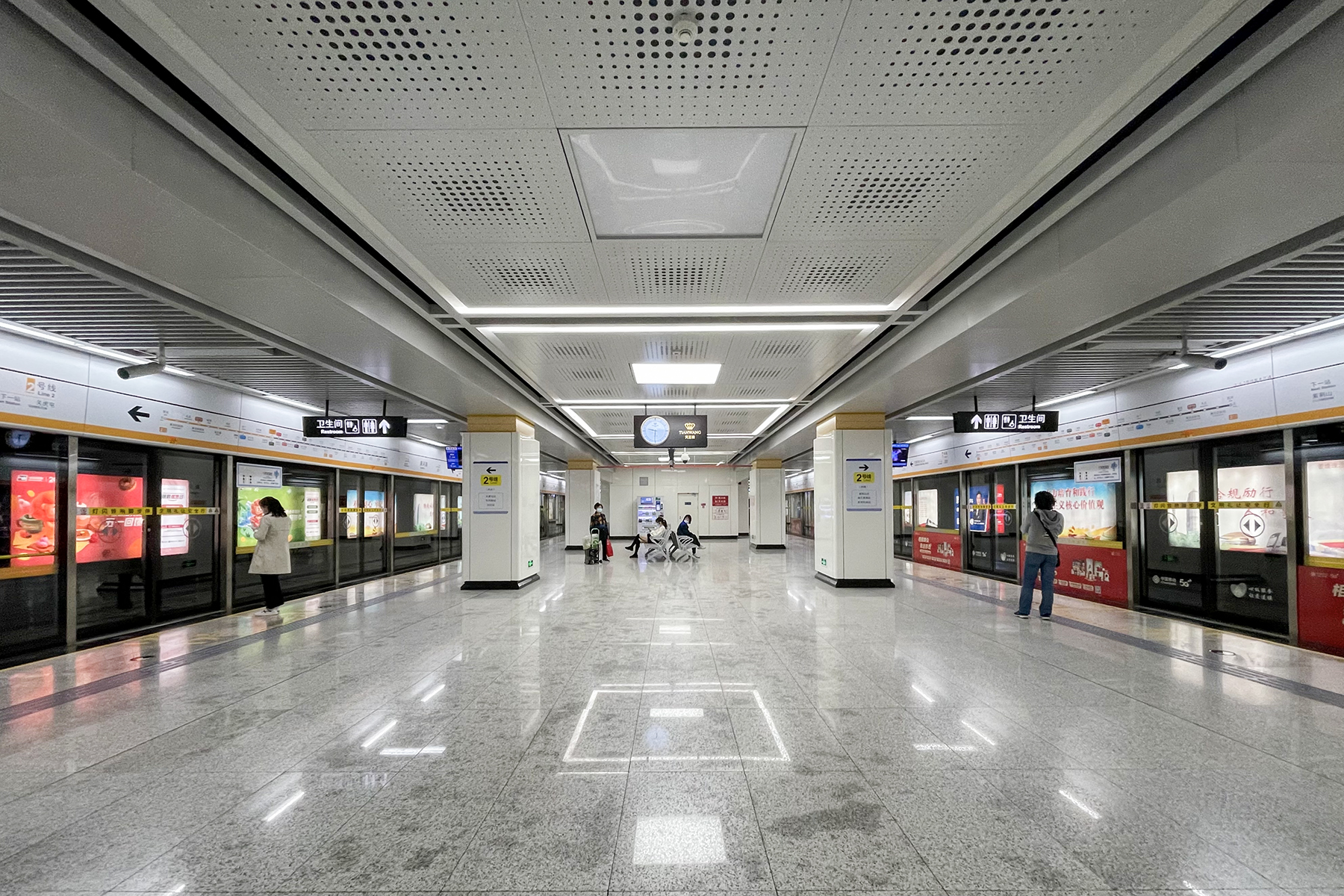
2号线站台
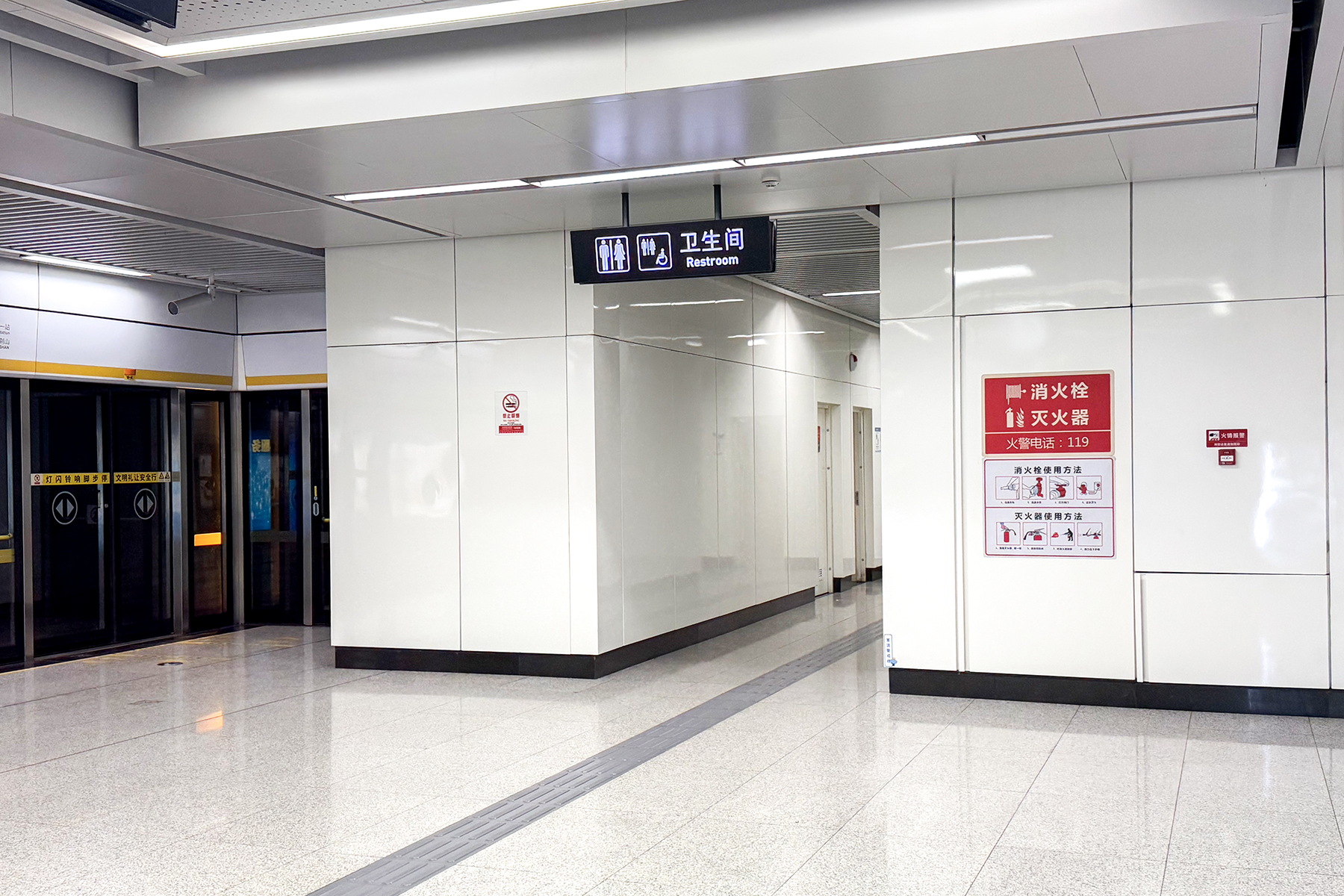
2号线站台南端的卫生间
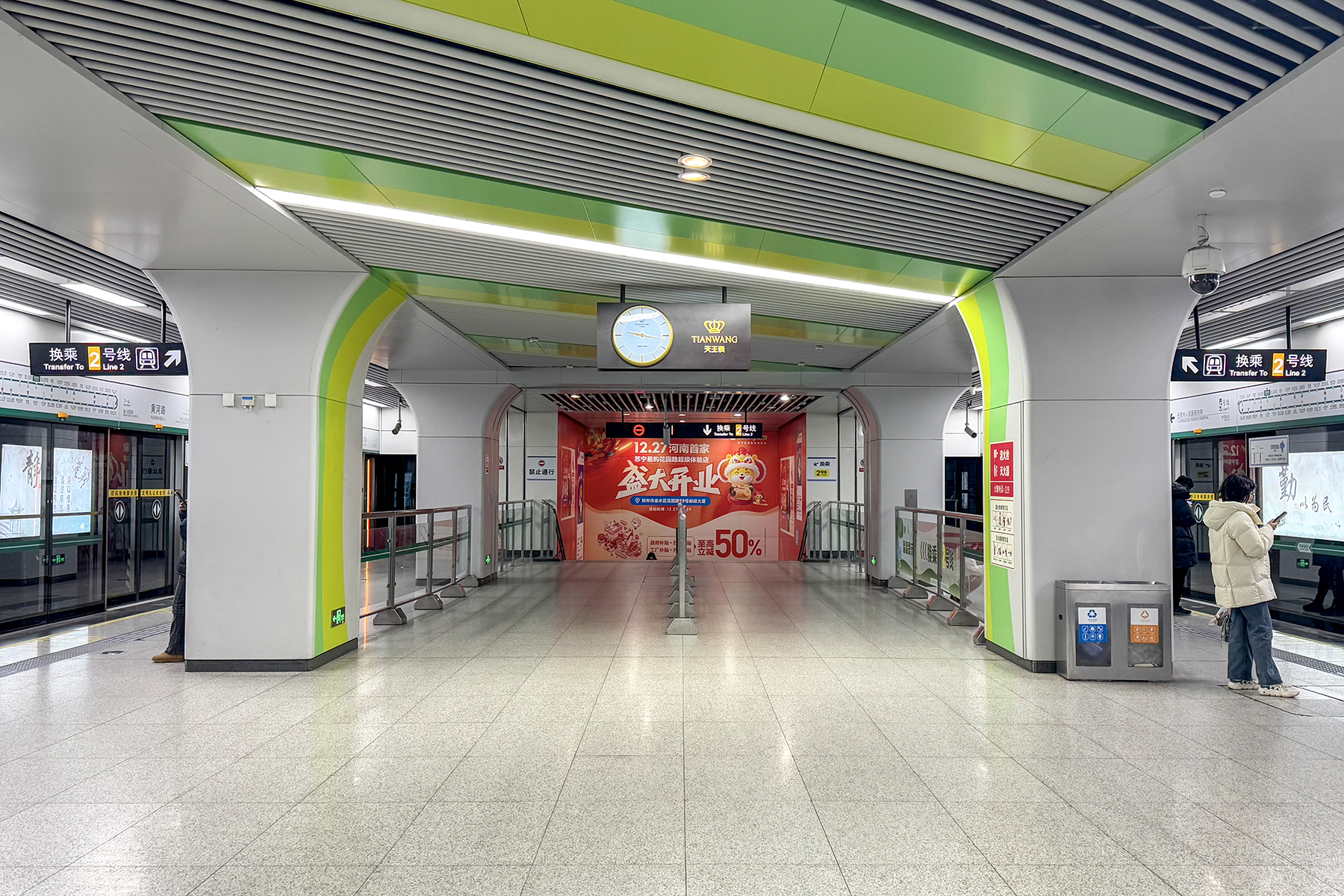
5号线站台西端的换乘通道口
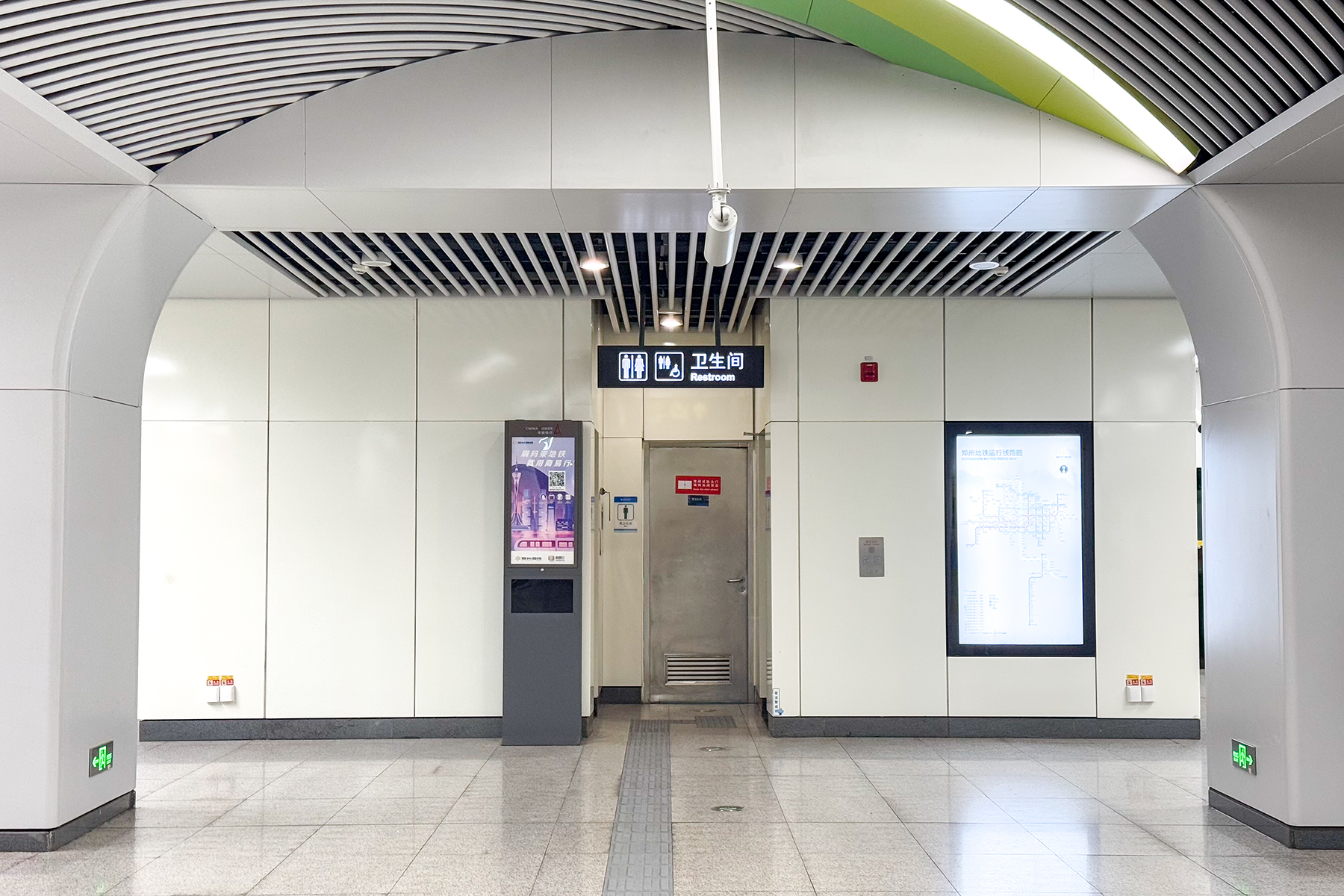
5好像站台东端的卫生间
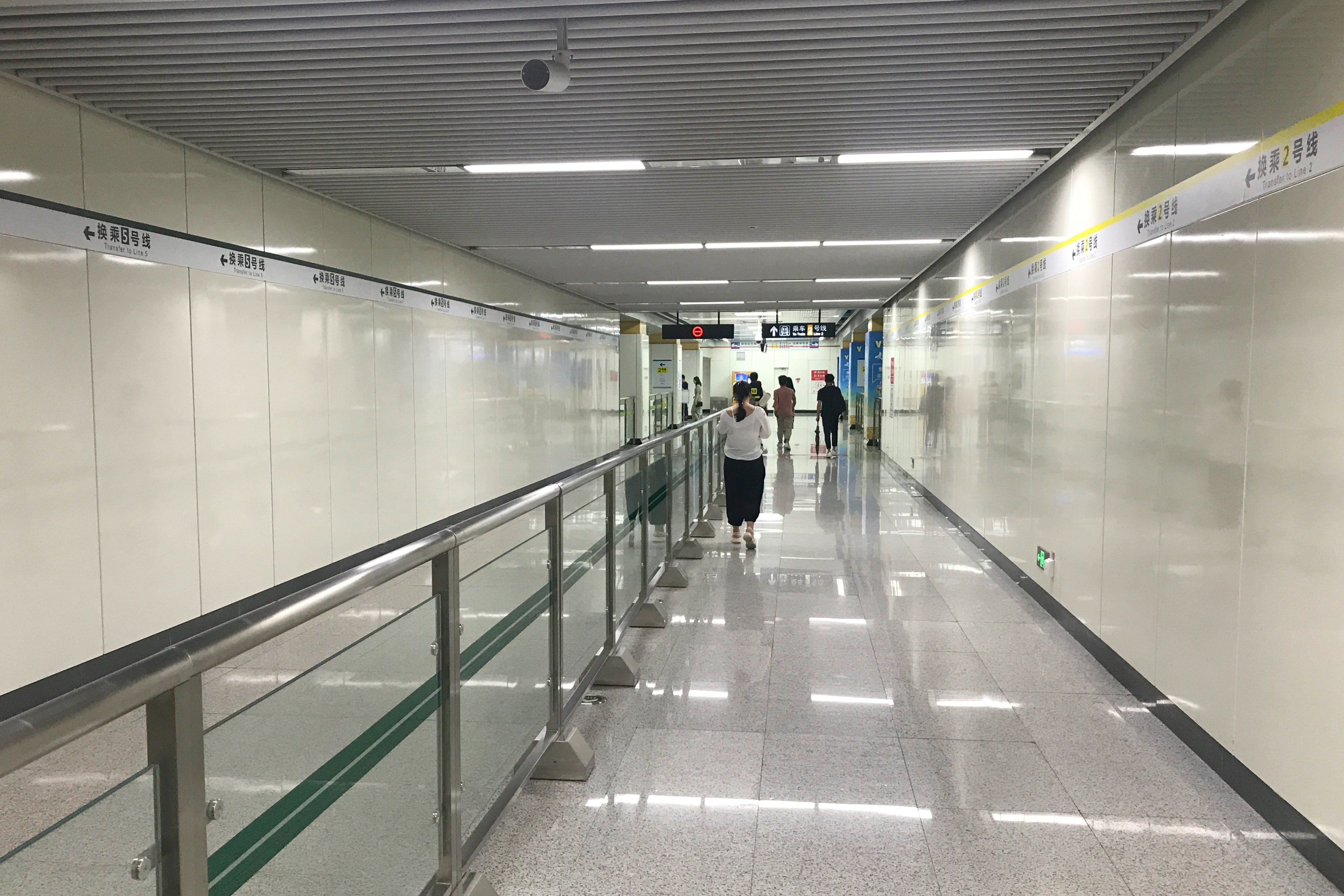
站台间的换乘通道

### 出入口
黄河路站目前开通A、D、E、F共4个出入口，其中A、D口分别位于花园路与黄河路交叉路口的东南角和东北角，连接2号线站厅的非付费区，E、F口分别位于路口以东黄河路的北侧和南侧，连接5号线站厅的非付费区。A口设有无障碍电梯。
该站已开通各出入口信息如下表所示。
| 花园路黄河路 | 花园路黄河路     | 花园路黄河路 | 花园路黄河路   | 花园路黄河路 |
| 编号         | 路线             | 路线         | 路线           | 备注         |
| ------------ | ---------------- | ------------ | -------------- | ------------ |
| G2           | 索凌路公交站     | ⇆            | 郑汴路中州大道 |              |
| G9           | 花园口村公交站   | ⇆            | 航海路秦岭路   |              |
| 21           | 德润路公交站     | ⇆            | 火车站南港湾   |              |
| 22           | 省体育中心       | ⇆            | 紫荆山花园路   |              |
| G29          | 郑州海洋馆       | ⇆            | 金水东路公交站 |              |
| 42           | 经南五路公交站   | ⇆            | 北三环文化路   |              |
| G62          | 东赵公交站       | ⇆            | 环翠路公交站   |              |
| G82          | 嵩山南路南四环   | ⇆            | 晨旭路中州大道 | B2路支线     |
| B32          | 郑州市福利院     | ⇆            | 郑汴路中州大道 | 原72路       |
| S107         | 中州大道广电南路 | ⇆            | 花园路黄河路   |              |
| Y11          | 花园口村公交站   | ⇆            | 火车站北港湾   | 夜间服务     |
| Y27          | 索凌路杲村公交站 | ⇆            | 紫荆山花园路   | 夜间服务     |

| 黄河路花园路 | 黄河路花园路     | 黄河路花园路 | 黄河路花园路     | 黄河路花园路 |
| 编号         | 路线             | 路线         | 路线             | 备注         |
| ------------ | ---------------- | ------------ | ---------------- | ------------ |
| G23          | 西三环化工路     | ⇆            | 郑州东站         |              |
| G63          | 八卦庙公交站     | ⇆            | 中州大道农业路   |              |
| 903          | 航海路秦岭路     | ⇆            | 农业路中州大道   |              |
| S159         | 中州大道广电南路 | ⇆            | 紫荆山花园路     |              |
| Y23          | 化工路西三环     | ⇆            | 商务内环路九如路 | 夜间服务     |

| 黄河路花园路 | 黄河路花园路     | 黄河路花园路 | 黄河路花园路     | 黄河路花园路 |
| 编号         | 路线             | 路线         | 路线             | 备注         |
| ------------ | ---------------- | ------------ | ---------------- | ------------ |
| G2           | 索凌路公交站     | ⇆            | 郑汴路中州大道   |              |
| G23          | 西三环化工路     | ⇆            | 郑州东站         |              |
| G63          | 八卦庙公交站     | ⇆            | 中州大道农业路   |              |
| 903          | 航海路秦岭路     | ⇆            | 农业路中州大道   |              |
| S159         | 中州大道广电南路 | ⇆            | 紫荆山花园路     |              |
| Y23          | 化工路西三环     | ⇆            | 商务内环路九如路 | 夜间服务     |

## 车站装饰
5号线规划的18座换乘站在装修设计上分别以河南省的18个地级市的特色为主题，该站为安阳特色站，因安阳为最早发现甲骨文的地点，5号线站厅内设有以“文字的传承”为主题的文化墙。文化墙长21.40米，高3.05米，以传说中创造了文字的黄帝和仓颉开篇，把原始陶文、甲骨文、金文、大篆、小篆、隶书、楷书、行书、草书、直到近现代的简化字等各时期最典型的样本整理并组合成画面用浮雕形式表现出来。壁画右端镌刻了中华文字发展史大事年表。
与大多数郑州地铁车站一样，黄河路站的2号线站台和5号线站台上均设有站名书法大字壁，由中国书法家协会名誉主席张海题写。

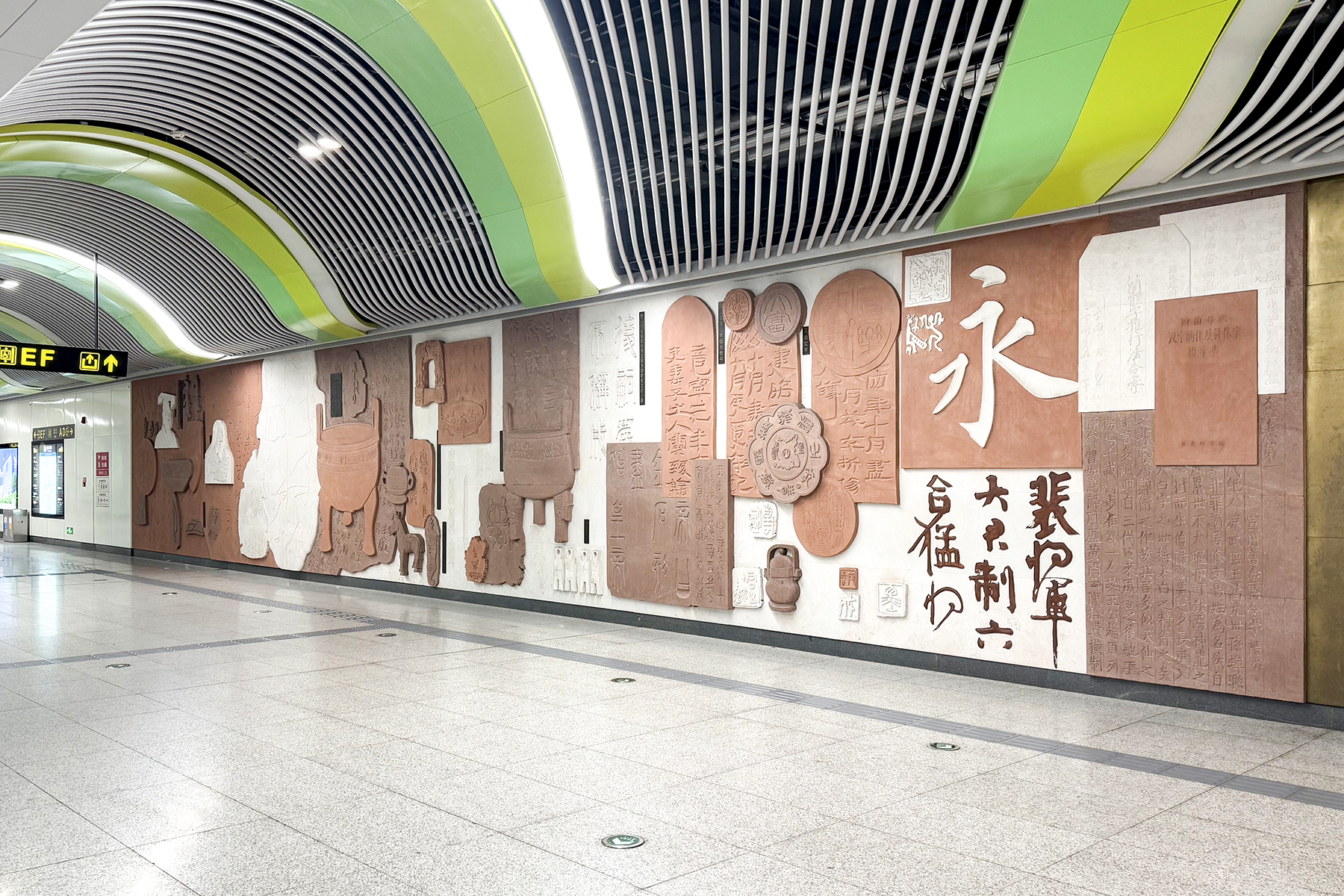
5号线站厅内的文化墙
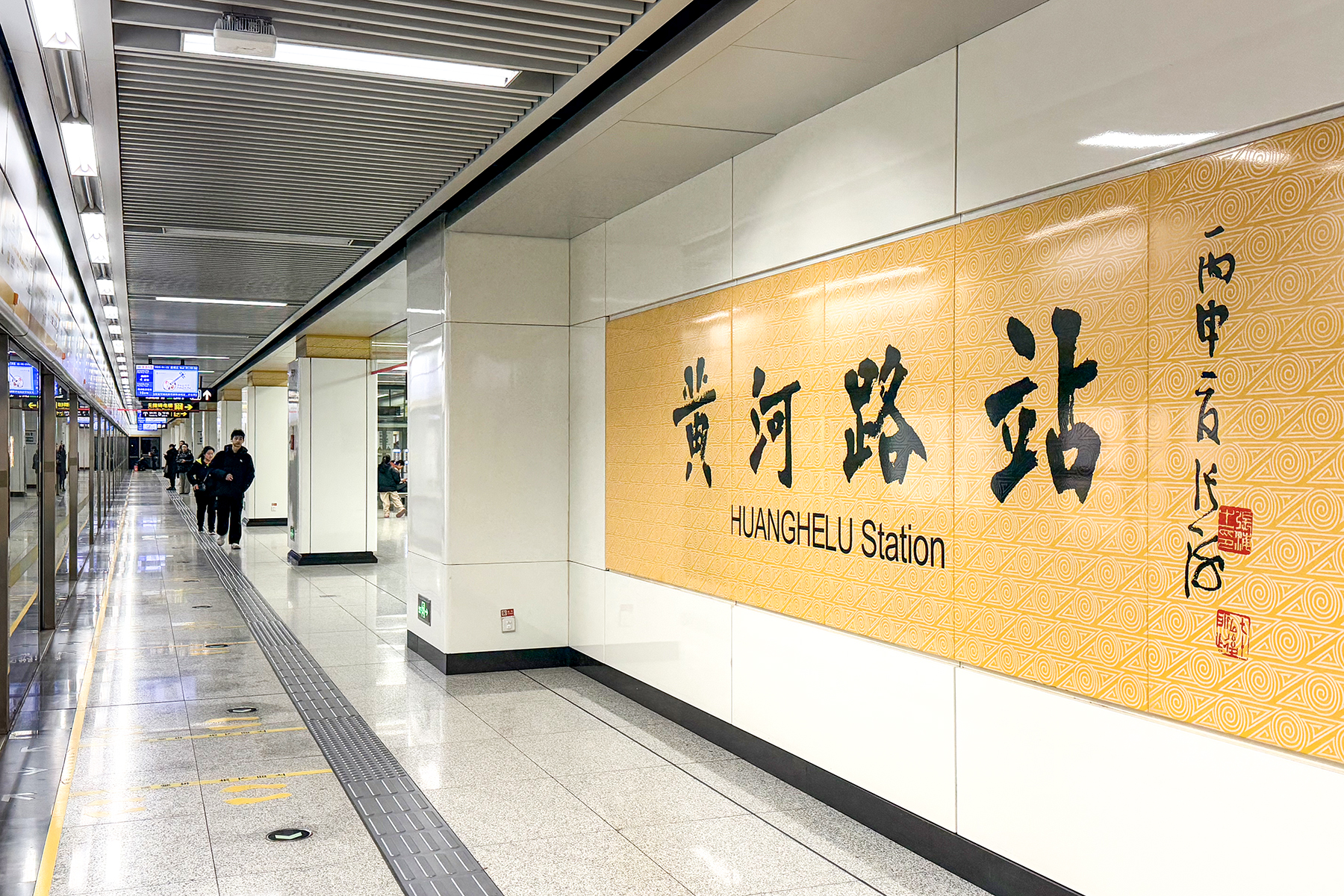
2号线站台上的站名大字壁
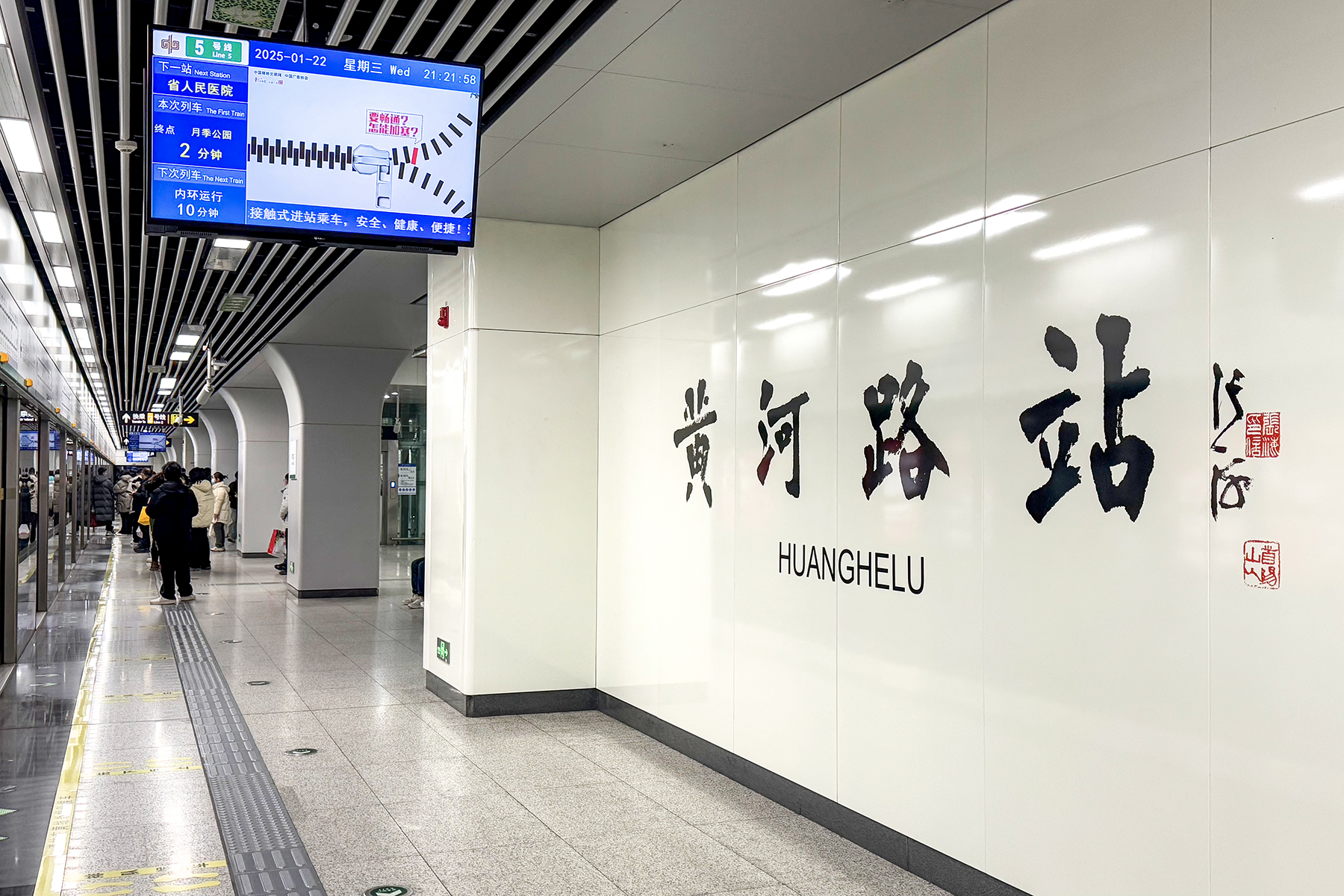
5号线站台上的站名大字壁

## 历史
2016年8月19日，郑州地铁2号线一期开通试运营，该站随之启用。初期开通A、D两个出站口。
因5号线北段大部分均位于黄河路地下，曾有传言该站在5号线开通后会更名为“金融广场站”，以避免名称上的混乱，如1号线桐柏路站更名为五一公园站一样，但5号线开通后该站仍沿用原名，并未如传言而更名。
2019年5月20日，郑州地铁5号线开通初期运营，该站成为2号线和5号线北段的换乘站，E、F出入口亦随之启用。

## 周边主要地点
- 河南省粮食和物资储备局
- 河南通信设计院